# 869
Het jaar 869 is het 69e jaar in de 9e eeuw volgens de christelijke jaartelling.

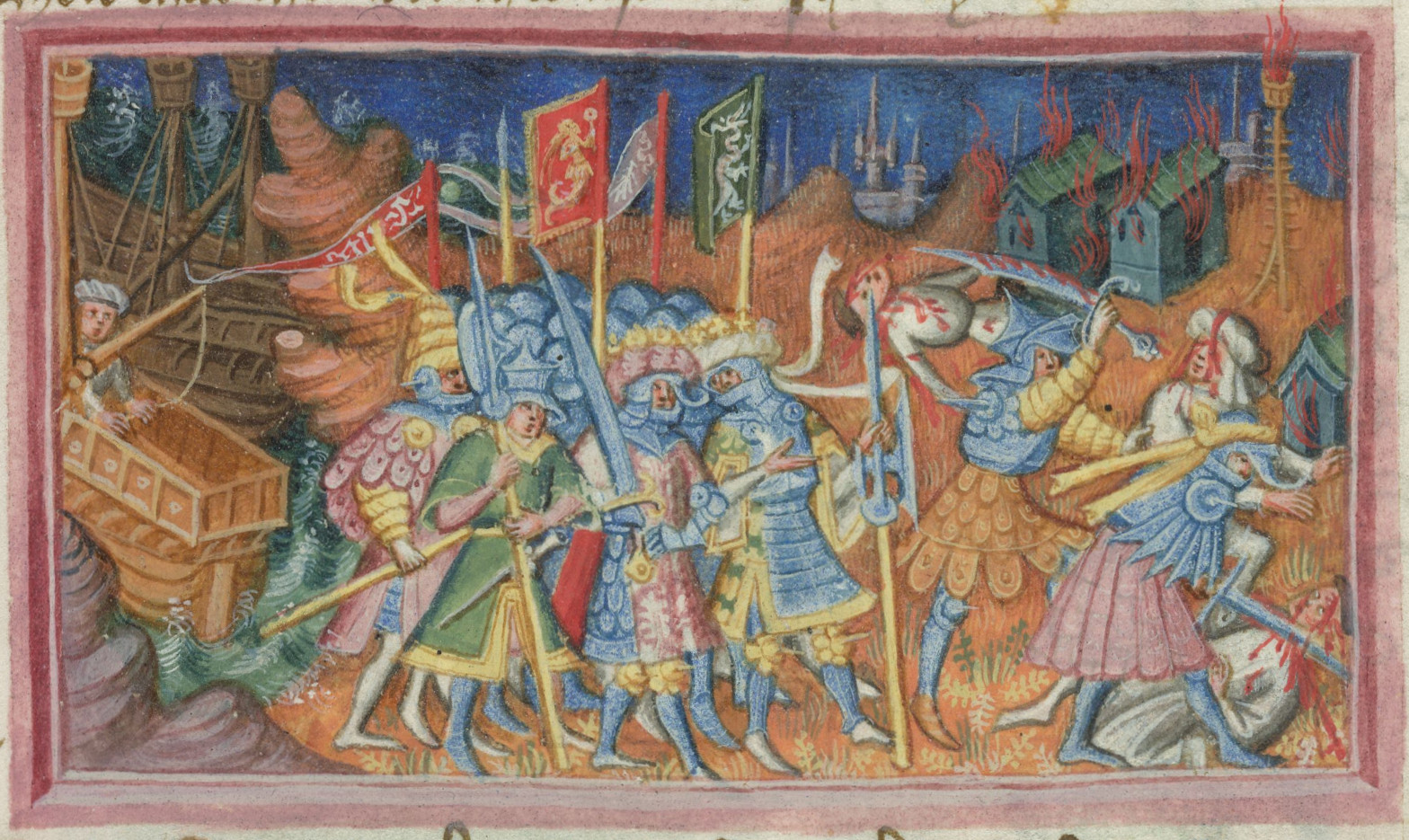
Ivar en Ubbe plunderen East Anglia (869)

## Gebeurtenissen

### Byzantijnse Rijk
- Zomer - Keizer Basileios I ("de Macedoniër") probeert de Byzantijnse macht te herstellen op de Dalmatische kust (huidige Kroatië) en in Zuid-Italië. Hij sluit een alliantie met Lodewijk II, keizer van het Heilige Roomse Rijk (gedomineerd door de Franken). Basileios stuurt een Byzantijnse vloot (400 schepen) om Lodewijk te ondersteunen tijdens zijn belegering van de havenstad Bari.

### Brittannië
- De Vikingen onder leiding van Ivar Ragnarsson ("de Beenloze") sluiten een 'vredesverdrag' met Mercia (door Danegeld te accepteren). Hij verlaat Nottingham en trekt zich terug naar de Deense Viking hoofdstad York.
- Herfst - Het Grote Deense leger onder aanvoering van Ivar Ragnarsson en zijn broer Ubbe Ragnarsson valt East Anglia binnen en plundert Peterborough. De Vikingen slaan bij Thetford een winterkamp op.
- 20 november - Edmund de Martelaar van East-Anglia valt de Denen aan en verliest in de slag zijn leven. Daarop trekken de Denen plunderend en brandschattend door East Anglia.

### Europa
- 8 augustus - Koning Lotharius II overlijdt zonder wettige erfgenamen na te laten. Karel de Kale annexeert het Midden-Frankische Rijk, maar ondervindt hierbij weerstand van zijn broer Lodewijk de Duitser.
- Karel de Kale hertrouwt Richildis, een dochter van de Frankische edelman Bivinus, na het overlijden van zijn echtgenote Ermentrudis. Hij vergroot zijn politieke macht met de steun van de Bosoniden.
- Koning Alfons III van Asturië treedt in het huwelijk met de 20-jarige Jimena, een dochter van koning García Íñiguez van Navarra.

### Arabische Rijk
- De Zanj (zwarte slaven afkomstig uit Noord- en Oost-Afrika) komen bij Basra (huidige Irak) na een langdurige uitbuiting op de zoutpannen in opstand tegen het kalifaat van de Abbasiden.
- Hunayn ibn Ishaq, Arabische wetenschapper en arts, vertaalt het Oude Testament in het Arabisch. (waarschijnlijke datum)

### Japan
- 26 mei - De noordkust van het eiland Honshu in Japan wordt getroffen door een aardbeving en een tsunami.

### Lage landen
- Eerste schriftelijke vermeldingen van Anderlues, Merkem en Mortsel (huidige België).

## Religie
- Het Vierde Concilie van Constantinopel wordt gehouden in de Hagia Sophia. Het schisma wordt opgeheven (door Rome) en de aanwezigen moeten de formule van voormalig paus Hormisdas ondertekenen.
- De Sint-Jan van Lateranen in Rome, gesticht door keizer Constantijn de Grote (zie: 313), wordt door een aardbeving verwoest.

## Geboren
- 2 januari - Yōzei, keizer van Japan (overleden 949)
- Æthelflæd, dochter van Alfred de Grote (of 870)

## Overleden
- 14 februari - Cyrillus, Byzantijns aartsbisschop
- 8 augustus - Lotharius II, koning van Lotharingen
- 6 oktober - Ermentrudis, Frankisch koningin
- Al-Djahiz, Afro-Arabisch schrijver (of 868)